# László Polgár (cantant)
László Polgár (Budapest, Hongria, 1 de gener de 1947 – Zúric, Suïssa, 19 de setembre de 2010) fou un baix d'òpera hongarès.

## Biografia
Va estudiar amb Eva Kutrucz a l'Acadèmia Franz Liszt entre 1967-72 i posteriorment amb Hans Hotter i Yevgeny Nesterenko.
Va debutar el 1971 com a Ceprano a Rigoletto, cantant després altres personatges: Osmin, Sarastro, Leporello, Don Basilio, Gurnemanz, etc.
La seva consagració internacional va arribar a Londres com a Rodolfo a La sonnambula al Covent Garden. Va pertànyer al cos estable de l'Òpera Estatal de Viena el 1983, a l'Òpera Estatal de Baviera i a l'Òpera de París des de 1985, cantant també a Hamburg i en els festivals de Salzburg i Aix-en-Provence.
Entre 1992 i 2008 va ser un dels baixos principals de l'Òpera de Zúric.
Especialment conegut per la interpretació d'el castell de Barba Blava de Bartók que també va gravat dirigit per Pierre Boulez.
Va morir el 19 de setembre de 2010 a Zúric a l'edat de 63 anys.